# نيكولاي ليتو
نيكولاي ليتو (بالفنلندية: Nikolai Lehto)‏ (1905 - 1994 توركو) هو رسام فنلندي. كان مهتمًا بالفن عندما انتقل إلى توركو في العشرينات. في البداية، كانت أعماله تقليدية وواقعية. بمرور الوقت، استخدم الفن الفطري والسريالي . 